# Johan Ferrier
Johan Henri Eliza Ferrier (12. maj 1910 – 4. januar 2010) var den første præsident for Surinam fra 25. november 1975 til 3. august 1980. Han var landets sidste guvernør før uafhængigheden, fra 1968 til 1975, og første præsident efter uafhængigheden fra Holland. Han blev afsat i et militærkup den 13. august 1980.
Ferrier blev født i 1910 i Surinams hovedstad, Paramaribo. Da var Surinam en hollandsk koloni. Ferrier var med til at danne en spejdertrup, der findes den dag i dag ved navn "De Johan Ferrier groep, de groep 2 Oranje Dassers". Han blev lærer som 16-årig i distriktet Saramacca.
Han døde i en alder af 99, seks måneder før sin 100-års fødselsdag, af en hjertefejl. Han blev begravet 11. januar 2010 i den hollandske by Oegstgeest, hvor han havde boet siden 1980.